# Pota d'elefant (Txornòbil)
La pota d'elefant és el nom donat a una gran massa de corium formada durant l'accident de Txornòbil l'abril de 1986 i actualment localitzada en un passadís de distribució de vapor sota les restes del reactor nuclear número 4. Està formada per compostos radioactius extremadament perillosos (tot i que la seva perillositat ha disminuït amb el temps per la seva desintegració exponencial).

## Origen
La pota d'elefant és una gran massa de corium negre amb múltiples capes, de més de dos metres d'amplada i unes 11 tones, que externament sembla feta d'escorça d'arbre i vidre. Formada durant l'accident de Txornòbil l'abril de 1986, fou descoberta el desembre de 1986. S'anomena així per la seva gran mida i el seu aspecte arrugat. Es troba a sota de la central 4 de la Central nuclear de Txornòbil, sota la sala 217 del reactor.

## Composició
La pota d'elefant és composta principalment de diòxid de silici amb traces d'urani. La massa és en gran part homogènia, encara que el vidre de silicat despolimeritzat conté ocasionalment grans cristal·lins de zirconi. Aquests grans de zirconi no són allargats, fet que suggereix un índex de cristal·lització moderat. Mentre que les dendrites de diòxid d'urani van créixer de pressa a temperatures altes dins de la lava, el zirconi va començar a cristal·litzar durant el refredament lent de la pròpia lava. Aquests grans cristal·lins de silicat de zirconi amb un alt contingut (fins al 10%) d'urani reben el nom de txernobilites. Tot i que la distribució d'elements d'urani no és uniforme, la radioactivitat de la massa és distribuïda de forma homogènia. La massa és bastant densa, no cedeix al trepant, però pot ser danyada amb un fusell Kalàixnikov. Al juny de 1998, les capes exteriors havien començat a convertir-se en pols i la massa havia començat a esquerdar-se.

## Perillositat
En el moment de la seva descoberta, la radioactivitat a prop de la pota d'elefant era d'aproximadament 10,000 roentgens, o 100 grays per hora, lliurant una dosi 50/50 letal de radiació (4.5 grays) en menys de tres minuts. D'ençà, la intensitat de radiació ha declinat i el 1996 el Director Adjunt del Projecte de Confinament Nou, Artur Kornaiev va visitar-la tot prenent fotografies amb una càmera automàtica i una llanterna per il·luminar l'habitació fosca.
La lava de la pota d'elefant va penetrar a través de com a mínim 2 metres de ciment fins a arribar a la seva ubicació actual. Existia la por que pogués continuar penetrant més profundament tot entrant en contacte amb aqüífer subterrani, contaminant l'aigua potable de la zona; tanmateix, fins al 2016, la massa no s'ha mogut significativament des de la seva descoberta, sent només lleugerament més calenta que el seu entorn a causa de la calor despresa per les desintegracions radioactives al seu interior.